# Otočić Blitvenica (ö i Kroatien)
Otočić Blitvenica är en ö i Kroatien.   Den ligger i länet Šibenik-Knins län, i den södra delen av landet, 250 km söder om huvudstaden Zagreb.